# Kyro älv
Kyro älv (fi. Kyrönjoki) är en älv i landskapen Södra Österbotten och Österbotten i Finland. Kyro älvs huvudfåra är 127 km lång. Älven mynnar ut i Kvarken vid Vassorfjärden i Korsholm. Kyro älv är en typisk österbottnisk älv  med ofta förekommande översvämningar. Längs älvens avrinningsområde bor omkring 100 000 människor.
Kyro älvs avrinningsområde var 2011 beläget i 18 kommuner och huvudsakligen i Kurikka, Ilmola, Seinäjoki, Storkyro, Vasa och Korsholm.
Den 24 februari 1597 stod ett slag i klubbekriget på Kyro älvs is vid berget Santavuori i Ilmola,  